# Монохлорид алюмінію
Монохлорид алюмінію — галогенід металу з формулою AlCl. Монохлорид алюмінію як молекула термодинамічно стабільний лише при високій температурі та низькому тиску.
Компанією Alcan ця сполука виробляється як один з етапів процесу виділення алюмінію зі сплавів. Коли сплав поміщають в реактор, нагрітий до 1300 °C, і змішують з трихлоридом алюмінію, утворюється газоподібний монохлорид алюмінію:
2 Al(сплав) + AlCl3(газ) → 3 AlCl(газ)
Після охолодження до 900 °C він диспропорціонує на розплав алюмінію та трихлорид алюмінію.
Цю молекулу було виявлено в міжзоряному середовищі, де речовина настільки розріджена, що міжмолекулярні зіткнення дуже рідкі.